# HTMS Chakri Naruebet
HTMS Chakri Naruebet je tajlandski prvi i jedini nosač zrakoplova i kapitalni brod Tajlandske kraljevske mornarice. Izgrađen je na osnovi španjolskog nosača zrakoplova Príncipe de Asturias (R-11) u španjolskoj. Najmanji je aktivni nosač zrakoplova na svijetu.
Nosač je opremljen sa 6 višenamjenskih Sikorsky S-70B Seahawk helikoptera, namijenjenih za protupodmorničku borbu. Uz 6 helikoptera, nosi i 6 bivši španjolskih Matador AV-8S STOVL aviona. Letna paluba je dimenzije 174,6 x 27,5 metara sa "ski-jump" dijelom koji je postavljen pod kutom od 12o što smanjuje potrebnu dužinu uzletne staze jer se zrakoplov praktički "lansira". U hangar nosača stane 10 helikoptera srednje veličine ili aviona veličine Harriera. Maksimalna brzina nosača je 26,4 čvorova, a krstareća brzina 16 čvorova. Najveći domet je 10.000 nautičkih milja pri brzini od 12 čvorova.

## Vanjske poveznice
- Chakri Naruebet na Global-security.org
- Kraljevska Tajlandska mornarica
- Službena stranica broda